# Fritz H. Lauten
Friedrich Hans „Fritz“ Lauten (* 3. März 1935 in Köln; † 9. Juni 1989 ebenda) war ein deutscher Künstler und Glasmaler.

## Leben
Fritz Lauten wurde 1935 in eine traditionsreiche Kölner Glaswerkstatt hineingeboren. Zu diesem Zeitpunkt war die Glasmalereiwerkstatt Lauten bereits weithin bekannt. 1901 gründete der Großvater den Betrieb. Schon der Sohn des Gründers, Hans Lauten,  brachte die Arbeiten zielbewusst auf ein hochkünstlerisches Niveau: Er studierte bei dem bekannten, vom Jugendstil geprägten Maler des rheinischen Kubismus, Johan Thorn Prikker. Diese akademische Tradition gab Hans Lauten dann an seinen Sohn Fritz weiter.
Bereits 1943 kam der achtjährige Fritz nach Bornen bei Kürten, denn in Köln hatte der Krieg auch den elterlichen Traditionsbetrieb zerstört. Dennoch trennte sich Fritz Lauten nie von Köln, seine Arbeiten entstanden jedoch überwiegend in Bornen. Als junger Mann durchlief Fritz Lauten eine Kunstglaserlehre im väterlichen Betrieb, erfuhr aber auch eine klassische künstlerische Ausbildung. Ungewöhnlich früh, weil offensichtlich hochbegabt, kam er als Sechzehnjähriger schon auf die Kölner Werkschulen. Der dortige Direktor nahm sich seiner besonders an.
In der Folgezeit wurde er Privatschüler des Expressionisten Fritz Schaefler, deshalb zog es ihn zunächst nach München. 1951 begann er ein Studium der freien Malerei an den Kölner Werkschulen bei Friedrich Vordemberge, bevor er ab 1955 an der Hochschule für Bildende Künste in Berlin bei den Professoren Hans Kuhn (Monumentalmalerei), Hans Uhlmann (Zeichnen, Plastik) und Will Grohmann lernte. Hier studierte er nicht nur Malerei, sondern auch Bildhauerei. Seit 1965 arbeitete er als freier Glasbildner und hatte bereits Erfolge bei Einzel- und Gruppenausstellungen. Ein Jahr später übernahm er die Glasmaler-Werkstatt seines Vaters in Bornen – und damit auch zahllose Profan- und Sakralbauten-Aufträge.
Die Zeit der Familiengründung (Geburt der  Söhne Anno *1967 und Tobias *1971) fiel auch in eine Periode intensiven Schaffens. Zunehmend wurde die Kölner Künstlerszene auf ihn aufmerksam.

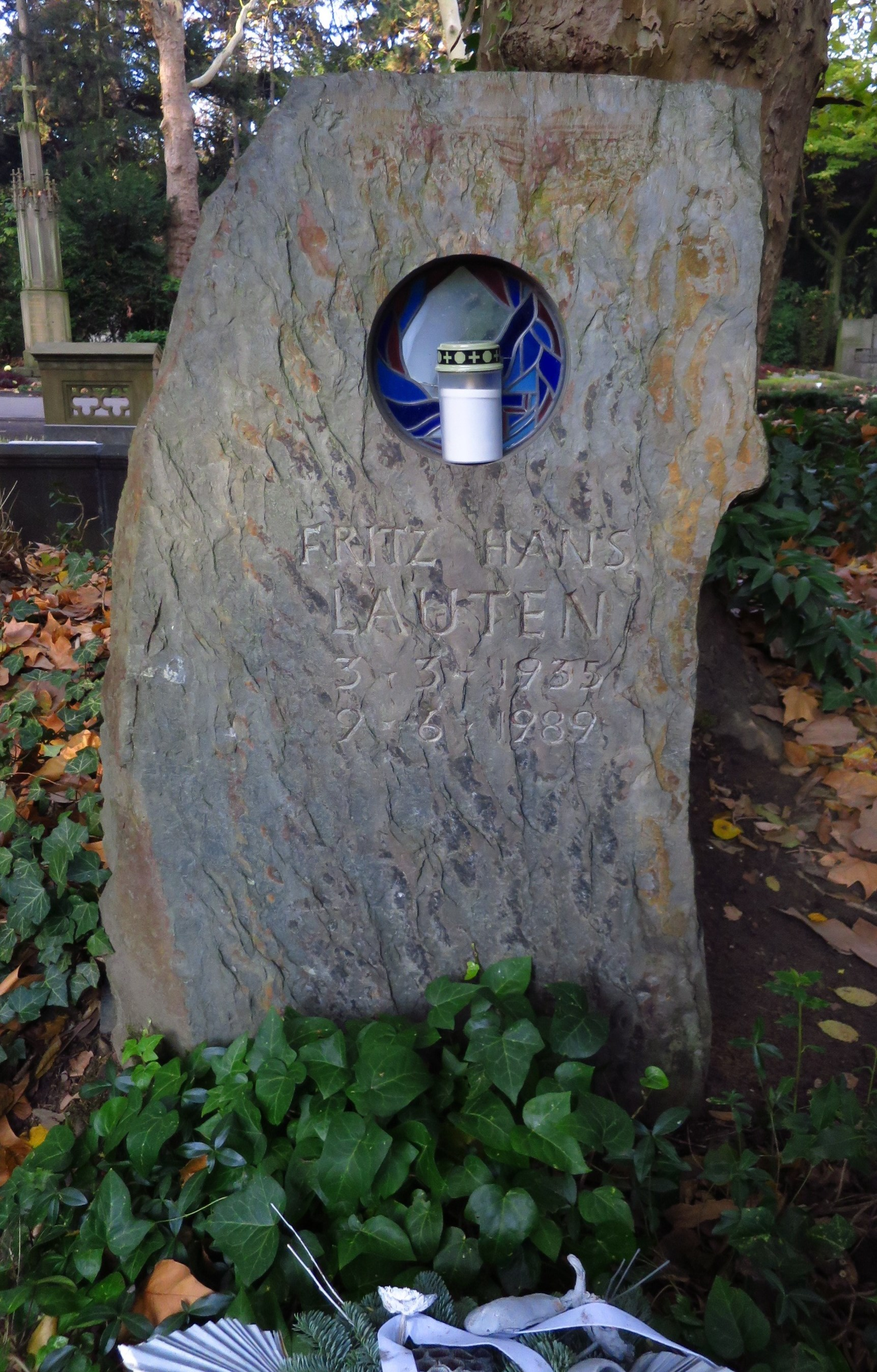
Grabstein

1969 initiierte er das erste seiner legendären Kürten-Fästiwels, die er bis zum Jahr seines Todes über zwanzig Jahre hinweg alljährlich zu Pfingsten in Bornen veranstaltete. Im gleichen Jahr erhielt er für seine Leistungen im Rahmen der Internationalen Ausstellung für Angewandte Kunst in Stuttgart ein Ehrendiplom. 1971 gründete er gemeinsam mit Will Thonett, Marianne Tralau, Clärchen Baus-Mattar und Hermann J. Baus die Künstlergruppe kölnerschule. 1983 wurden zwei von Lauten gestaltete Filme aufgeführt: „Bilderrätsel“ (WDR, Regie: Dr. K. Katz) und „Meisterstücke“ (für Internationes Bonn, Regie: H. R. Eisenhauer, NFP). 1987 konnte Lauten seinen größten Kirchenauftrag realisieren: Die Fenstergestaltung für die evangelische Stadtkirche Solingen, die erst nach seinem Tode vollendet werden konnte. Fritz H. Lauten schied am 9. Juni 1989 in Köln durch Freitod aus dem Leben. Der Kölner Galerist und Kunstvermittler Ingo Kümmel formulierte frei nach Jean Arp in seiner Grabrede für Fritz Lauten: „Weh, unser guter Kaspar ist tot …“ Seine Grabstätte befindet sich auf dem Friedhof Melaten (Flur 19 (D)).
Lautens charakteristische Glaskunst lebt fort. An etlichen Bauwerken zwischen Köln und dem Bergischen Land sind seine farbig-brillanten Glasbilder und Vorhängescheiben zu besichtigen. Allein das Kürtener Rathaus beherbergt mehr als ein Dutzend seiner Werke. Im Sommer 2013 zeigte das Glasmuseum Hentrich (Museum Kunstpalast Düsseldorf) eine Ausstellung der NRW-Staatspreisträger im Bereich Glaskunst, wo auch zwei Vorhängescheiben des 1971 geehrten Fritz Lauten präsentiert wurden.
Ebenso nimmt sich der Filmemacher Christoph Felder derzeit mit einer umfassenden Dokumentation des Lebens und Schaffens Fritz Lautens an.

## Ehrungen
- 1969 Ehrendiplom, internationale Ausstellung für angewandte Kunst, Stuttgart.
- 1971 Staatspreis im Kunsthandwerk Nordrhein-Westfalen
- 1974 Staatspreis (Goldmedaille) Bayern

## Rezeption
Gisela Reineking von Bock: „Und dies ist eben das Besondere, dass Fritz Lauten in eine Generation hineingewachsen ist, die nicht einfach auf die Idee kam, Glasbilder zu machen, sondern, dass er von der Wiege an, nicht nur von den ersten Schritten an, dieses Material – diese leuchtenden Glasscheiben – um sich erlebt und mit den Problemen, aber auch mit dessen Reizen von Jugend an konfrontiert wurde.“

## Werke
Fenster:
- Erlöserkirche (Rodenkirchen) (ev.), Köln-Rodenkirchen, Sürther Str. 34
- Auferstehungskirche (ev.), Köln-Sürth, Auferstehungskirchweg 7
- Pfarrkirche Christi Auferstehung der Alt-Katholiken, Köln, Jülicher Str. 28, Fenster der Notkirche (Nachkriegskirche) – jetzt im Foyer der Pfarrkirche
- Auferstehungskirche (ev.), Köln-Bocklemünd, Görlinger-Zentrum 39
- Emmanuelkirche (ev.), Köln-Rondorf, Carl-Jatho-Str. 1 (nach einem Motiv von Franz Wilhelm Seiwert)
- Maria-Magdalene-Kirche (ev.), Niederkassel-Rheidt, Oberstr. 205
- Dietrich-Bonhoeffer-Kirche (ev.), Köln-Lindenthal (Gleueler Str., Deckstein)
- St. Gertrud (Köln) (kath.), Krefelder Str., (Architekt: G. Böhm)
- Ev. Gemeindehaus „Unter Gottes Gnaden“, Köln-Widdersdorf, Zum Dammfelde 37
- Kirche Zum Heilsbrunnen (ev.), Bergisch Gladbach-Hebborn, Im Kleefeld 23
- Immanuelkirche (ev.), Bonn-Bad Godesberg Heiderhof, Tulpenbaumweg 2
- Ev. Stadtkirche, Solingen-Mitte, Kirchplatz/Fronhof
- Rathaus Kürten
- JVA Attendorn
- Friedhofskapellen in Kaarst-Büttgen bei Neuß, Halver, Kürten-Biesfeld, Winterborn (Nümbrecht), Gimborn (Hülsenbusch/Gummersbach), Strombach (Gummersbach)
- Altes Seminar, Wipperfürth, Lüdenscheider Str. 48 (Ratssaal)
- Musikschule (ehem. Hauptschule) der Stadt Wipperfürth, Am Mühlenberg 1
- Gemeinde Dabringhausen
- Bürgerhaus Overath
- Wappen des Rheinisch-Bergischen Kreises (Sitzungssaal)
- Freie Christliche Gesamtschule (ehem. Amt für Agrarordnung), Siegburg, Frankfurter Str. 86 (Fenster ist eingelagert)
- Kreissparkasse Köln in: Köln (Neumarkt/Gertrudenstrasse), Kürten, Lindlar, Engelskirchen
- Gilden Kölsch Brauerei (ehem. Bergische Löwen-Brauerei), Köln-Mülheim, Bergisch-Gladbacher-Str. 116–134
- Kölner Gaststätten: u. a. Bieresel (Breite Str. 114)
- Zyklus von Glasfenstern im Atelier der Solinger Malerin Bettina Heinen-Ayech (1937–2020), dem sogenannten „Roten Häuschen“ in Solingen Höhscheid.